# Гиллис, Брэд
Брэдли Фрэнк Гиллис (род. 15 июня 1957 года) — гитарист, наиболее известный по игре в группе Night Ranger. Ранее, в 1970-х годах, играл в группе Rubicon. С момента образования Night Ranger в 1979 году Гиллис и барабанщик Келли Киги — единственные участники, которые появлялись в каждом воплощении группы и во всех студийных релизах. Однако Киги впервые пропустил несколько концертов в 2017 году. В субботу, 8 мая 2021 года, Гиллис впервые в истории группы отсутствовал на шоу Night Ranger (он восстанавливался после операции на плечевом суставе). Он также играл с Оззи Осборном и Фионой и выпустил сольные альбомы. Прочие музыкальные проекты Гиллиса включают более 300 песен для ESPN Sports Center, The X Games, Fox Sports, Tiger Woods, Sony PlayStation Games, EA Sports, The Fuse Channel и многих других. Он снялся в более чем дюжине музыкальных клипов, с телевизионными выступлениями на American Bandstand, Solid Gold, Rock & Roll Tonight и тысячами живых концертов. Участвовал в однократном сотрудничестве Hear 'n Aid для промо-сингла «Stars», который помог собрать 1 миллион долларов для помощи голодающим в Африке. Был одним из нескольких соло-гитаристов, в том числе Вивиан Кэмпбелл, Бак Дхарма и Нил Шон, которые исполнили гитарные соло. Его первый сольный альбом Gilrock Ranch предварялся синглом «Honest to God», вошедшим в двадцатку лучших, он был написан и спет Греггом Оллманом в соавторстве.

## Карьера

### 1978—1979: Rubicon
Джерри Мартини вместе с будущими основателями Night Ranger Гиллисом и Джеком Блэйдсом сформировал фанк-рок-группу Rubicon. Rubicon записал два альбома на лейбле 20th Century Fox Records — Rubicon и American Dreams, выпустив один второстепенный хит под названием «I’m Gonna Take Care of Everything». Rubicon отыграл рок-фестиваль California Jam II в 1978 году перед 250 000 человек. Будущий коллега Оззи Осборна по группе Руди Сарзо увидел выступление Гиллиса в Cal Jam и был очень впечатлён. Rubicon распались в 1979 году, и Гиллис сформировал недолговечную клубную группу Stereo с будущими участниками Night Ranger Блэйдсом и Келли Киги.

### 1982: Ozzy Osbourne
После трагической гибели гитариста Рэнди Роудса в авиакатастрофе во время турне в марте 1982 года был оперативно введён Берни Торме. После нескольких выступлений стало очевидно, что блюзовый стиль Торме слабо сочетается с направлением Осборна, и впоследствии Гиллис был нанят в качестве его замены. Осборн долгое время не мог смириться с потерей Роудса, много пил и вымещал досаду на Гиллисе. В результате Гиллис покинул группу Осборна после завершения тура Diary of a Madman в 1982 году и вернулся в Night Ranger. Гиллиса можно услышать играющим на соло-гитаре на концертном альбоме Осборна Speak of the Devil 1982 года и на одноимённом DVD.

## Оборудование
На протяжении своей карьеры Гиллис использовал несколько моделей гитар разных марок. Он долгое время использовал свои Fender Stratocaster 1962 года и Gibson Les Paul 1971 года, а в 1980-х играл на Hamer и Jackson Soloists, которые он периодически использует и сегодня. У него также есть обширная коллекция из более чем 100 различных винтажных гитар, в первую очередь акустики Les Paul, Flying V, Martin и Gibson. В настоящее время он играет на именной модели Fernandes Brad Gillis, а также Stratocaster 1962 года, модели PRS 513 и гитаре Atomic Guitars Red, White и Blue под американским флагом. Гиллис использует акустические гитары Тейлора в студии и на концертах со своей группой Night Ranger. Из усилителей Гиллис предпочитает Mesa Boogie, но в студии также использует усилители Soldano, Marshall и винтажные усилители Fender. Гиллис использует оригинальные тремоло-бриджи Floyd Rose без точной настройки, встроенные беспроводные системы Nady и металлические медиаторы от Star Access Guitar Picks.

## Дискография

### Сольные альбомы
- Gilrock Ranch (1993)
- Alligator (2000)

### с Rubicon
- Rubicon (1978)
- America Dreams (1979)

### с Night Ranger
- Dawn Patrol (1982)
- Midnight Madness (1983)
- 7 Wishes (1985)
- Big Life (1987)
- Man in Motion (1988)
- Feeding off the Mojo (1995)
- Neverland (1997)
- Seven (1998)
- Hole in the Sun (2007)
- Somewhere in California (2011)
- High Road (2014)
- Don’t Let Up (2017)
- ATBPO (2021)[4]

### с Ozzy Osbourne
- Speak of the Devil (1982)

### со Hear 'n Aid
- Stars (1985)

### с Фионой
- Heart Like a Gun (1989)

### с Vicious Rumors
- Warball (2006)

### Гостевые выступления
- Дерек Шеринян — Blood of the Snake (2006)
- Vicious Rumors — Razorback Killers (2011)
- Queensrÿche — Frequency Unknown (2013)

### Обучающие видео
- Star Licks Productions (1986)